# الجحدري (السوادية)

تعديل مصدري - تعديل

الجحدري هي إحدى قرى عزلة ال حسن بمديرية السوادية التابعة لمحافظة البيضاء، بلغ تعداد سكانها 884 نسمة حسب تعداد اليمن لعام 2004.